# Dataindustrier AB
Dataindustrier AB, senare Diab Data AB, var ett svenskt datorföretag, grundat 1971 av Lars Karlsson. Dataindustrier AB är ett av få svenska företag som konstruerat persondatorer som tillverkats i stor skala.

## Företagets historia och struktur
Dataindustrier AB bildades den 29 mars 1971 i Skellefteå av Lars Karlsson efter att han lämnat företaget Memoteknik. Karlsson hade upptäckt datortekniken och konstruerat sin första dator mot slutet av 1960-talet. Den första produkten var en dator till sågverksindustrin som mätte virke och skrev ut blanketter och skickade data till ett centralt system. Konkurrenternas system använde reläer medan Karlssons maskin använde transistorer vilket passade bättre i miljön på sågverken. När en konkurrent, Navigator, ville köpa upp företaget erbjöd Karlsson istället en licens på elektroniken, och han insåg tidigt att licensiering av datorprodukter var en lönsam bransch. Avtalet med Navigator år 1971 gav Dataindustrier en lokal i Stockholm och företaget flyttades dit.

### Ägarskiftet och turbulensen 1983
Åren i början av 80-talet expanderade den svenska persondatormarknaden kraftigt. Dataindustrier hade i början av 1982 totalt 34 anställda, alla i Täby. År 1983 var antalet anställda 103 personer på fem orter (Täby, Stockholm, Solna, Malmö och Västerås).
I februari 1983 sålde Lars Karlsson sitt aktieinnehav i Dataindustrier (67%) till Ahlsell AB och flyttade till USA för att driva det helägda dotterbolaget DataBoard Inc. som sålde Dataindustriers produkter i USA. År 1982 hade Dataindustriers ägare, Ahlsell AB, gått samman med AEG-Telefunken Elektriska AB (den svenska delen av AEG) som ägde Sattco, och Sattco blev i och med köpet av Dataindustrier infört som ett dotterbolag till Dataindustrier AB.
Efter ett par månaders förhandlingar köpte Luxor 18% av aktierna i Dataindustrier, Ahlsell behöll 33% och investmentbolaget Kuben köpte 10%. Resterande aktier erbjöds till Ahlsells aktieägare. Luxor gick in som ägare för att öka sitt inflytande över den viktigaste samarbetspartnern, och Luxors VD Ove Gedda blev styrelseordförande för företaget. Luxor försökte först köpa hela Dataindustrier, men företaget var mer intresserade av Ahlsell som huvudägare. Ahlsell meddelade även i april att Dataindustrier skulle börsintroduceras vilket skedde i juni 1983. I augusti 1983 köpte Ahlsell Kubens 10% och ägde nu 43% av företaget.
Företaget var i detta läge år 1983 uppdelat i åtta olika underbolag: Dataindustrier Development AB, Dataindustrier Electronics AB, DataSweden DIAB AB, SATTCO AB, Dataindustrier DIAB Datorer AB, DataLayout AB, Zymos Custom Design AB och DataBoard Inc. i USA. Samtliga helägda av moderföretaget utom DataLayout som bara ägdes till 67%. Ahlsell hade startat säljföretaget DataSweden AB med säljkontor på 20 platser i Sverige och utbildning på 12 orter i syfte att sälja Dataindustriers datorer, vilket inte föll väl ut, delvis för att detta företag aggressivt började konkurrera med Luxors säljorganisation.
Redan sommaren 1984 hade Dataswedens säljorganisation avvecklats och införlivats med Dataindustrier, och företaget gjorde förlust. Dotterbolaget Sattco hade startat  försäljningsföretaget Telko, som också gick med förlust och därför tillsammans med Sattco såldes tillbaka till Ahlsell, och man återgick till ett tätare samarbete med Luxor.

### Krisen 1986
Efter att Nokia som var den nya ägaren till Luxor lagt ner varumärket Luxor och Unix-satsningen i januari 1986 stod företaget inför en finansiell kris då licenserna till Luxor stod för 25% av företagets omsättning, och inledde flera nya samarbeten. Man samarbetade med Programmatic GMBH och ICS Systems, men framför allt med Teli (Teleinvest) som köpte 51% av aktierna i Dataindustrier men lät företaget arbeta vidare som ett självständigt bolag. I samband med detta bytte företaget namn till Diab Data AB.
År 1990 hade företaget 170 anställda med kundservice på 13 orter i Sverige och var helägt av Teli.

### Uppköpet av Bull och därefter
I oktober år 1991 köptes 75% av Dataindustrier AB av det franska företaget Bull som då var inne i en Europeisk expansionsfas. Avsikten sades vara att utveckla bolaget utanför den svenska marknaden. Resterande 25% kvarstod hos Teli men med option för Bull att köpa även dessa. Enligt Dagens Industri hade Bull först förhandlat i fyra månader om att köpa Nokia data (som år 1988 köpt Ericsson Information Systems) men förlorade affären mot ICL och Bull valde då att istället köpa Dataindustrier. Fortfarande 1993 ägde Teli 25% av DIAB. Bull fortsatte att utveckla datorerna i Serie 90 under produktnamnet DIAB, och den amerikanska verksamheten som huvudsakligen utvecklade DIAB:s kompilator såldes snart därefter till Wind River Systems.
Linköpingsavdelningen av Bull Sverige (ursprungligen en del av DIAB, och dessförinnan det fristående bolaget Datastyrning AB som köptes av DIAB 1990) hade utvecklat röstbrevlådesystemet Open Voice som användes av Telia och såldes år 1999 till Teligent som hade en egen plattform för mervärdestjänster, P90/E som var mer flexibel men mindre skalbar än Open Voice. Vid förvärvet hade Bull i Linköping omkring 25 anställda. Teligent gick i konkurs i oktober år 2008.
Bull Sverige bytte år 2001 namn till Integris och år 2002 såldes Integris till Steria. År 2014 slogs Steria samman med Sopra och blev Sopra Steria.

## Transdata
1971–1972 utvecklade Dataindustrier en modulär skoldator för undervisning med namnet Transdata 7260. CPU-enheten hette Transdata 7261 och var baserad på Intel 8008. Produkten utvecklades i samarbete med Transintro som fanns i anslutande lokaler. Transintro var en del av Statsföretag AB (nuvarande Procordia) som tog fram utrustning för undervisning. Produkten visades upp på Tekniska Mässan i Älvsjö 1972. Det bestod av följande modulära komponenter:
- 7261 – CPU-enhet med minne och kontrollpanel
- 7262 – Strömförsörjning
- 7263 – PROM-programmerare
- 7264 – Facit SP1-gränssnitt
- 7265 – Externt minne

Transdata byggde på instickskort, och hade en frontpanel med lampor och strömställare samt anslutning för textkonsol. Det hade 2KB RAM och PROM som kunde programmeras med en separat enhet. Med hjälp av Facit SP1-gränssnitt kunde datorn anslutas till skrivare, hålremsstans (eller läsare) och kassettbandspelare för lagring av program. I projektgruppen ingick Lars Karlsson, Hans Kruskopf, Harrgot Lindmark, Ulf Norberg och Arne Larsson. Bengt Björnekärr var projektansvarig. Systemet var modulärt och blev grunden till utvecklingen av DataBoard 4680. Transdata har pekats ut som en av världens första mikrodatorer.

## Kollafon

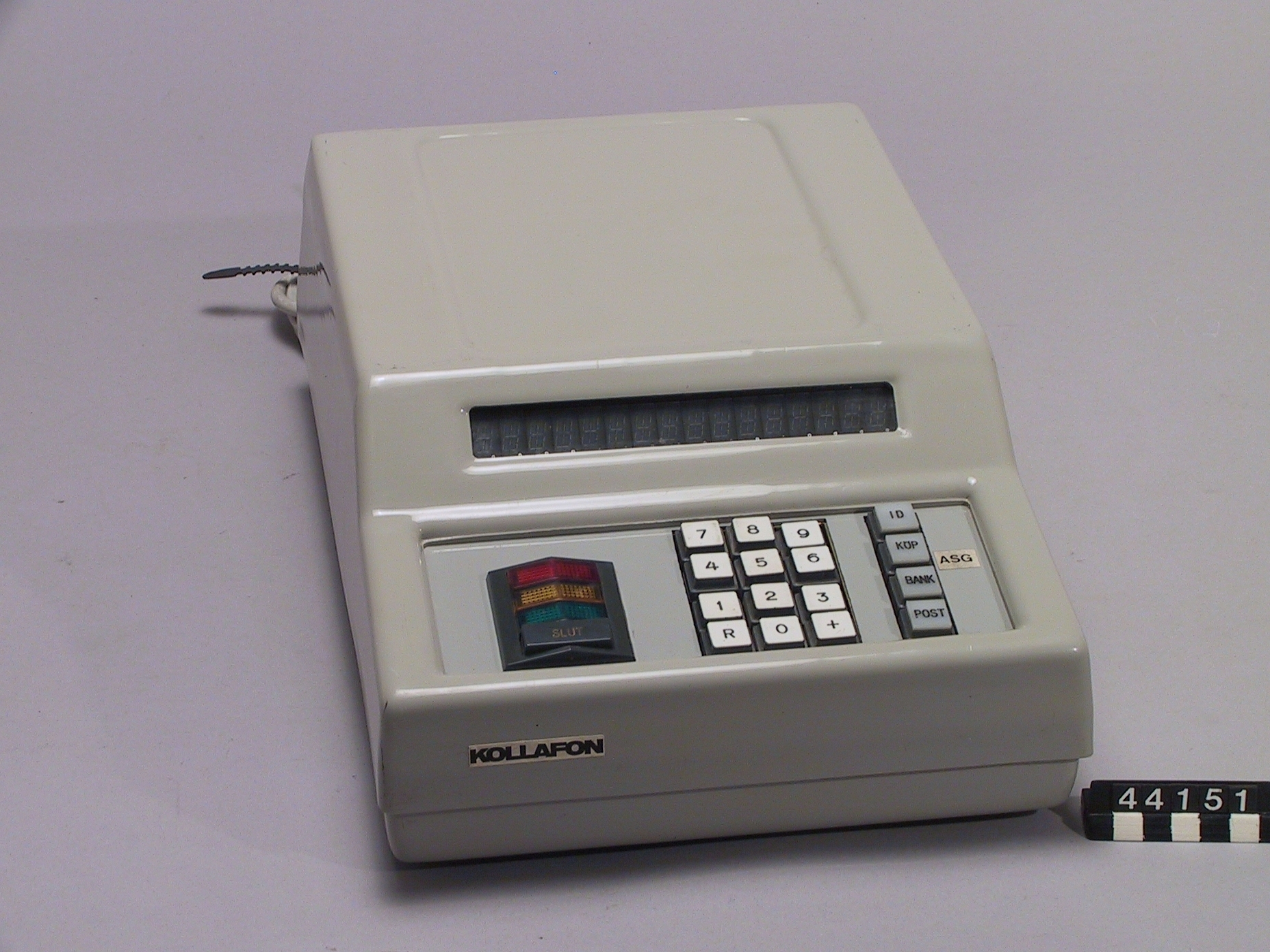
Dataindustrier Kollafon, en autenticeringsmaskin för banker.

Under 1972 arbetade Dataindustrier med projektet Kollafon i samarbete med bland annat Datasaab. Systemet var en slags mycket förenklad minidatorterminal som användes av banker för att kontrollera att ID-handlingar, checkar och bankkonton var giltiga. Dessa anslöt sig till en central behörighetsdatabas som kördes på en Datasaab D5-dator av typen D5/30 och visades upp på Data/Kontor-mässan i Älvsjö 1973.
Kollafonen använde en uppringd telefonlinje och kom aldrig riktigt i drift, och när bankerna fick uppkopplade terminaler försvann behovet av Kollafonen.

## DataBoard 4680

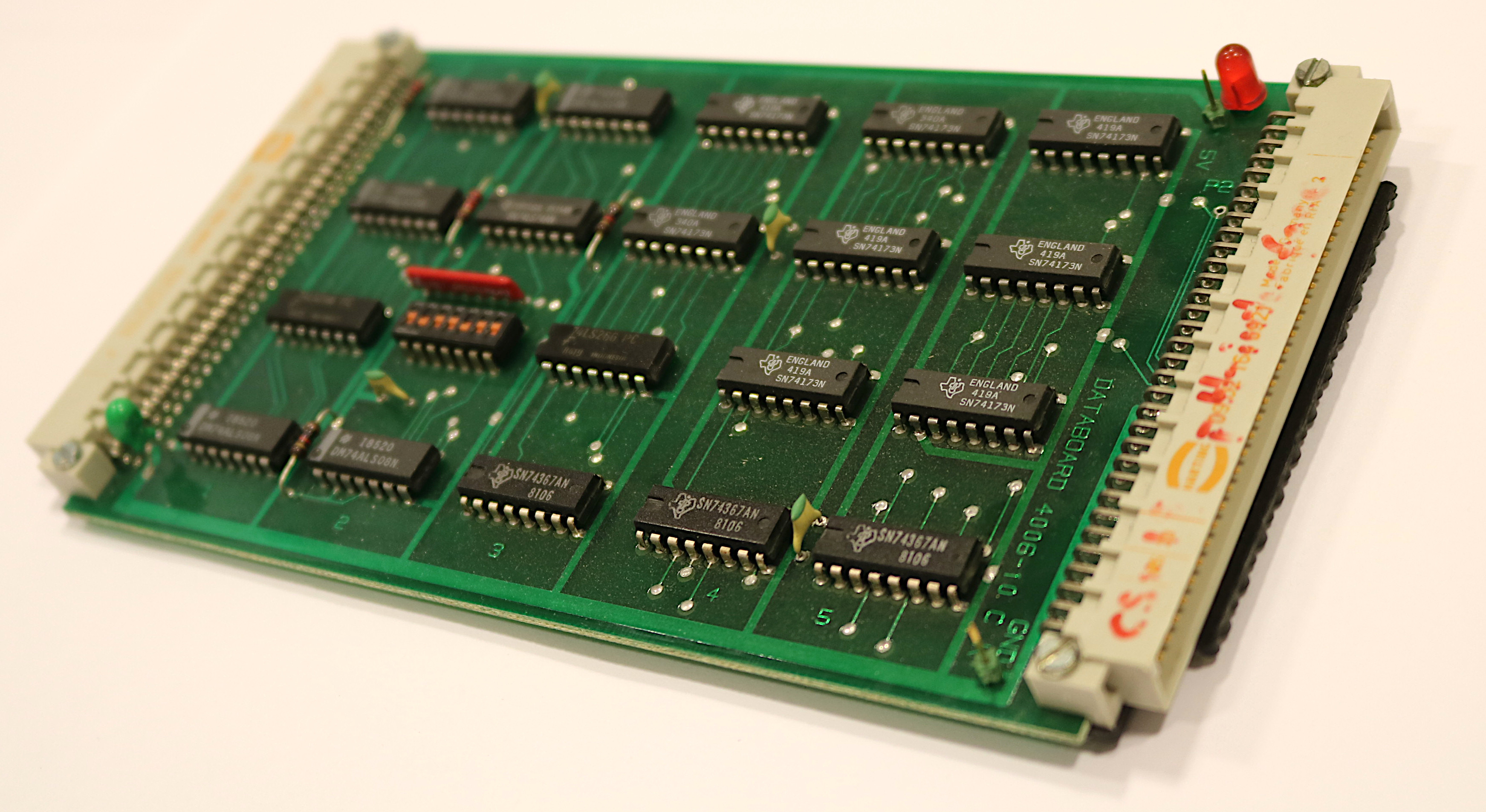
DataBoard 4006-10 är ett I/O-kort med 16 ingångar och 32 utgångar.

Den första större produkten från DIAB var DataBoard 4680 ett kortdatorsystem runt en specifik datorbuss för inbyggda system som introducerades år 1974. Systemet bestod av kort med CPU, och separata kort för RAM och EPROM för programvaran, vilka kunde pluggas samman i ett moderkort (bakplan) till en fullständig dator, huvudsakligen för industriella applikationer såsom mätning och styrning. Bussen hade fått namnet efter de tre olika CPU:er som systemet inledningsvis stödde: 4 stod för Intel 4004, 6 för Motorola 6800 och 80 för Intel 8080. Systemet kompletterades snart med 6502 och Zilog Z80 som möjliga CPUer, Z80 var ett val av processor och processorleverantör som kom att prägla DIAB:s verksamhet. Korten tillverkades av Satt Elektronik och såldes under varumärket Sattco, och år 1980 hade företaget tillverkat och sålt c:a 10.000 kort av denna typ.
Mjukvaran till programsystemen för 4680 och senare produkter som Seven S och ABC 80 och så vidare korskompilerades på en minidator av typen Interdata 7/32.
4680-bussen hade 16 bitars adressbuss och 8 bitars databuss och kunde således direkt adressera 64 KB minne. Den var en föregångare till standarden STEbus (IEEE 1000-1987) och använde samma DIN 41612-stiftkontakter och Eurocard som fysisk formfaktor på kretskorten, men signalerna var helt olika jämfört med STEbus, inklusive att spänningsmatning och jord satt på andra pinnar. Kortlådorna för 4680 hade två typer av kontakter: en typ för minneskort och en typ för processorkort och I/O-kort. Minneskontakterna var annorlunda konfigurerade än I/O-kontakterna och kunde bara användas för minne och saknade övriga pinnar.
DataBoard 4680 hade bland annat följande flora av kort tillgängliga:
| Beteckning  | Funktion                                                                           |
| ----------- | ---------------------------------------------------------------------------------- |
| 1001        | Enkortsdator                                                                       |
| 1003        | Enkortsdator                                                                       |
| 1004        | Zilog Z80 enkortsdator                                                             |
| 1005        | Zilog Z80 enkortsdator, centralenhet för Lux-Net                                   |
| 1006        | Zilog Z80B enkortsdator                                                            |
| 1009        | Motorola 68008 enkortsdator                                                        |
| 1010        | Intel 4040 enkortsdator                                                            |
| 1011 + 1012 | Intel 8008 dubbelkort-dator                                                        |
| 1013 + 1014 | Intel 8080 dubbelkort-dator                                                        |
| 1043 + 1044 | Zilog Z80 dubbelkort-dator                                                         |
| 1049 + 1050 | Signetics 2650 dubbelkort-dator                                                    |
| 1057        | Zilog Z80 enkortsdator med 2 st 8 bitars I/O-portar                                |
| 1062        | Zilog Z80 enkortsdator med seriell I/O-port                                        |
| 1064        | MOS Technology 6502 enkortsdator                                                   |
| 1080        | Motorola 6802 enkortsdator                                                         |
| 1901        | Motorola 6802 enkortsdator                                                         |
| 2002        | 2 KB statiskt RAM baserat på 2102                                                  |
| 2027        | 1 KB CMOS RAM med batteribackup för 100 timmar                                     |
| 2055        | 4 eller 8 KB statiskt RAM                                                          |
| 2056        | 16 KB dynamiskt RAM                                                                |
| 2066        | Svart-vitt grafikkort med RAM                                                      |
| 2081        | Färgvideokort med RAM för Viewdata-standarden (Teledata)                           |
| 3003        | 2 KB EPROM baserat på 1701                                                         |
| 3004        | 2 KB FPROM baserat på 3621                                                         |
| 3032        | 8 KB EPROM baserat på 2708                                                         |
| 3061        | 8, 16 eller 32 KB EPROM baserat på 2758, 2716 eller 2732                           |
| 4001        | Centronics skrivargränssnitt                                                       |
| 4005        | Digitalt I/O-kort med 16 utgångar och 8 ingångar på TTL-nivå                       |
| 4006        | Digitalt I/O-kort med 32 utgångar och 16 ingångar på TTL-nivå                      |
| 4007        | Digitalt I/O-kort med 8 reläer                                                     |
| 4008        | I/O-kort med 16 optiskt avskiljda ingångar ingångsspänning runt 12 volt            |
| 4009        | Transistordrivet I/O-kort med 8 utgångar                                           |
| 4015        | SP1-sändargränssnitt (Facit)                                                       |
| 4016        | SP1-mottagargränssnitt (Facit)                                                     |
| 4017        | I/O-kort med RS232 UART Texas Instruments TMS 6011 med stöd för upp till 9600 baud |
| 4019        | I/O-kort med 4 st A/D-omvandlare à 8 bitar                                         |
| 4020        | I/O-kort med 4 st D/A-omvandlare à 8 bitar                                         |
| 4025        | IEC-adapter för IEEE 488 (GPIB)                                                    |
| 4026        | I/O-kort med USART för synkron/asynkron datakommunikation                          |
| 4028        | 40-scan utgångskort                                                                |
| 4029        | 10 + 2 OP-förstärkare in                                                           |
| 4030 + 4031 | Pulsräkningskort och pulsräknarinterface                                           |
| 4034        | Floppygränssnitt                                                                   |
| 4035        | 2 x 8bit I/O-portar med kontrollsignaler                                           |
| 4036        | Fasskift X-Y-gränssnitt för stegmotor                                              |
| 4037        | CDC-kortläsargränssnitt                                                            |
| 4038        | Gränssnitt för Centronic-skrivare                                                  |
| 4039        | I/O kort med 16 reläer                                                             |
| 4040        | Telefonuppringarkort                                                               |
| 4042        | MUX-display 7-segment                                                              |
| 4048        | Motorstyrning                                                                      |
| 4050        | Kort med 128 kB bubbelminne                                                        |
| 4051        | 7-segment MPX                                                                      |
| 4052        | 12-bitars A/D-omvandlare                                                           |
| 4053        | 32 ingångars multiplexer för A/D-kort 4052                                         |
| 4054        | Larm scanner                                                                       |
| 4060        | Gränssnitt för CDC-skrivare                                                        |
| 4066        | Videokort                                                                          |
| 4074        | Kassettbandsgränssnitt för audiokassetter                                          |
| 4083        | Analogt I/O-kort med två 12-bitars D/A-omvandlare                                  |
| 4084        | Analogt I/O-kort med fyra 8-bitars D/A-omvandlare                                  |
| 4085        | Digitalt I/O-kort med 36 ingångar på TTL-nivå                                      |
| 4089        | Analog multiplexer med 10 analoga ingångar                                         |
| 4072        | Transistordrivet I/O-kort med 16 utgångar och drivström på upp till 1 A            |
| 4082        | I/O-kort med 32 stycken 12-bitars A/D-omvandlare                                   |
| 4103        | I/O kort med 16 reläer                                                             |
| 4106        | 5 1/4" Floppydisk                                                                  |
| 4107        | Winchesterkort (hårddisk)                                                          |
| 4108        | 8" Floppydisk                                                                      |
| 4121        | Ethernetkort                                                                       |
| 5001        | Prototypkort med lösa socklar och virstift                                         |
| 5018        | Intervallklocka programmerbar från 1ms till 10s                                    |
| 5023        | Bussexpansion med kabel                                                            |
| 5033        | DMA-kontrollkort                                                                   |
| 5034        | Floppy-kontrollerkort                                                              |
| 5040        | Telefonuppringningskort                                                            |
| 5069        | Skarvkort                                                                          |
| 5070        | Prototypkort (samma som 5001) men med bussgränssnitt                               |
| 5124        | Modemkort för 300, 75/1200 eller 1200/75 baud för anslutning direkt till telenätet |
| 5131        | IBM Loop-kort, för att läsa magnetremsa på t.ex. betalkort                         |
| 6109        | SP1-gränssnitt med kabel (Facit)                                                   |
| 6116        | Centronics-gränssnitt med kabel                                                    |
| 7028        | Centralprocessorkort för ABCnet                                                    |
| 7029        | Terminalkort för ABC 800 eller Facit DTC                                           |
| 7030        | Terminalkort for ABC 80                                                            |
| 8021        | Kontrollpanel med switchar och lampor                                              |
| 8022        | I/O-testkort för utveckling                                                        |
| 8071        | PROM-programmerarkort                                                              |

DataBoard 4680 blev mycket populärt för industriell automation i Sverige. Man visar bland annat upp Dagens Nyheters tryckprocess, en diagnosmaskin för hjärntumörer på Karolinska Sjukhuset, processövervakning på Ringsele kraftstation, Atlas Copco byggde ett större styrsystem tillsammans med M.L. Automation, och användes bland annat i vattenreningsverket i Trelleborg i Cactus Automation understationer system C80 och C80+ för kontroll av vattenkvalitet.
DataBoard 4680-bussen blev den stomme som kom att användas i alla datorer Dataindustrier konstruerade. Seven S, ABC 80, ABC 800, ABC 1600 och ABC 9000 samt DIAB:s egna UNIX-datorer och Facit DTC stödde alla denna databuss och kunde därför användas som styrdatorer i olika industriella tillämpningar med hjälp av de olika DataBoard-korten. Flera kunder flyttade successivt sina industriella applikationer mellan dessa olika datorer. År 1980 utvecklade företaget Tranfor ett kort som gjorde att Commodore PET kunde anslutas till DataBoard 4680, så bussen var inte längre begränsad till DIAB:s egna datorer.

## Seven S

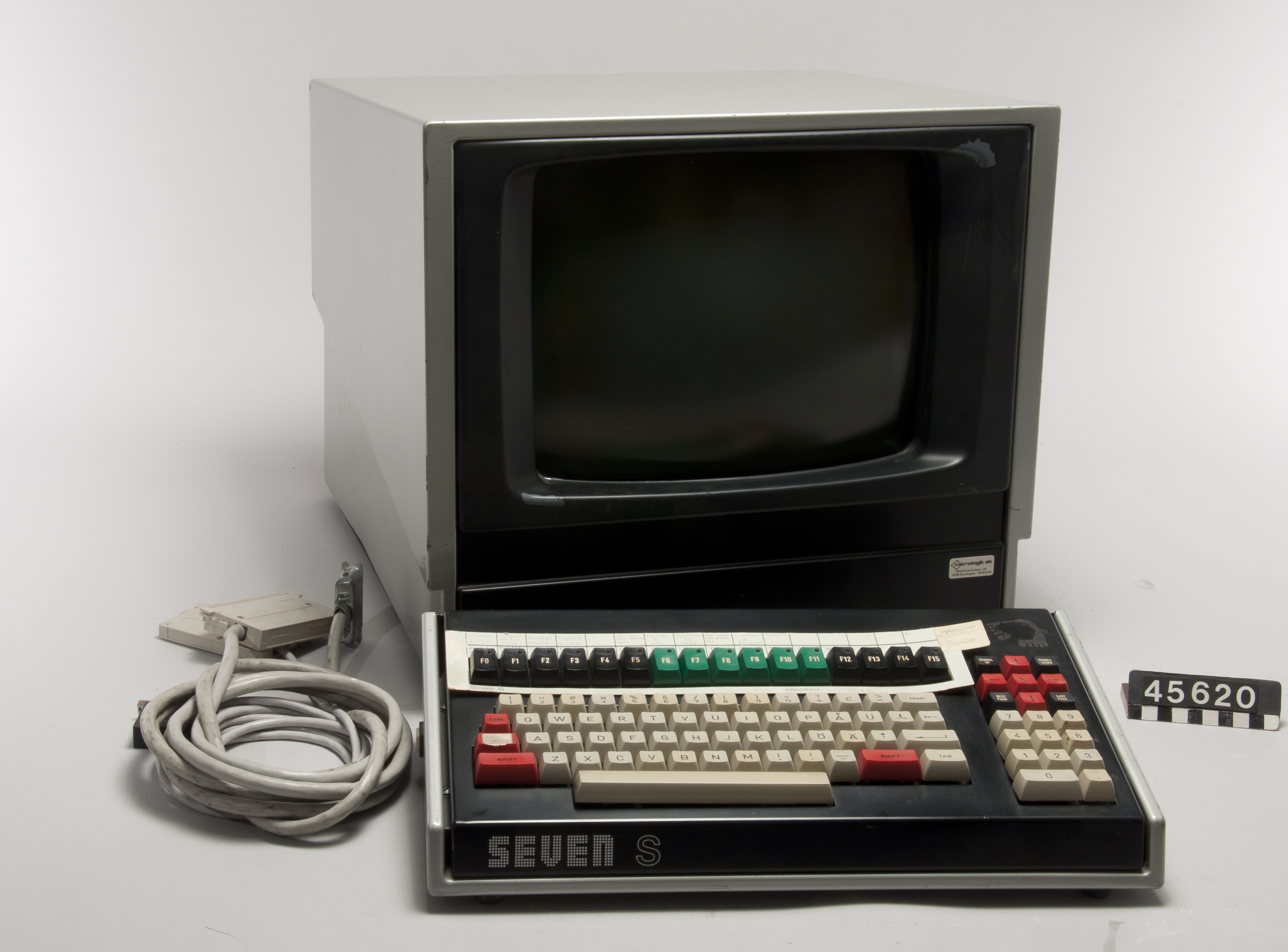
Seven S ur Tekniska museets samlingar

Den första persondatorn (även kallad "terminal") som företaget utvecklade var Seven S. Arbetet påbörjades runt 1974, baserad på Databoard 4680 och med Z80 som CPU. Produkten såldes till Stansaab år 1977 tillsammans med en order på 500 enheter från Kommundata. År 1977 fick Lars Karlsson Stora industripriset av Dagens Industri för utvecklingen av Seven S. Tanken var att Datasaab skulle fullfölja leveransen till Kommundata och sedan serieproducera maskinen som skulle marknadsföras av Göran Waernér AB. När Stansaab gick upp i Datasaab år 1978 lades produktionen av Seven S ned mitt under utvecklingen av en prototypserie som redan kostat 10 miljoner kronor. Anledningen till detta anges olika i olika källor, enligt en skall det ha varit att Datasaab inte gillade datorer de inte utvecklat själva, medan flera gör gällande att Datasaab ansåg att Seven S skulle konkurrera med Datasaabs egna minidatorer kallade "den lätta linjen" för banker. Detta segment var Datasaabs nya fokus efter att man misslyckats att konkurrera med IBM på stordatormarknaden, och man valde då att lägga ned Seven S för att undvika att konkurrera med sig själva.

## ABC-serien
Grundteknologin i ABC-serien var liksom på Seven S Dataindustriers DataBoard 4680-buss. Alla DIAB:s datorer stödde denna buss, och alla kort från DataBoard 4680 kunde kopplas till de olika ABC-datorerna för industriella tillämpningar. DIAB konstruerade själva elektroniken i datorn, medan Luxor konstruerade skärmar, tangentbord, mekanik och vissa tillbehör.
Den första diskettstationen DataDisc 80 bestående av expansionschassi för 4680-bussen samt 2 st 5 1/4" diskettstationer (enkelsidiga, enkel densitet, 80 kB per diskett) och dess efterföljare (DD 82 - dubbel densitet, 160 kB per diskett, DD 84 - dubbelsidig, dubbel densitet, 320 kB per diskett och DD 88, 8" 1 MB per diskett) utvecklades också av DIAB.
ABC-serien utvecklades mellan 1978 och 1986 till dess den nya ägaren av Luxor, finska Nokia på en intern konferens den 20 till 22 mars 1986 på Vildmarkshotellet i Kolmården berättade att ABC-serien skulle läggas ned till förmån för en satsning på IBM PC AT-kloner.

### ABC 80

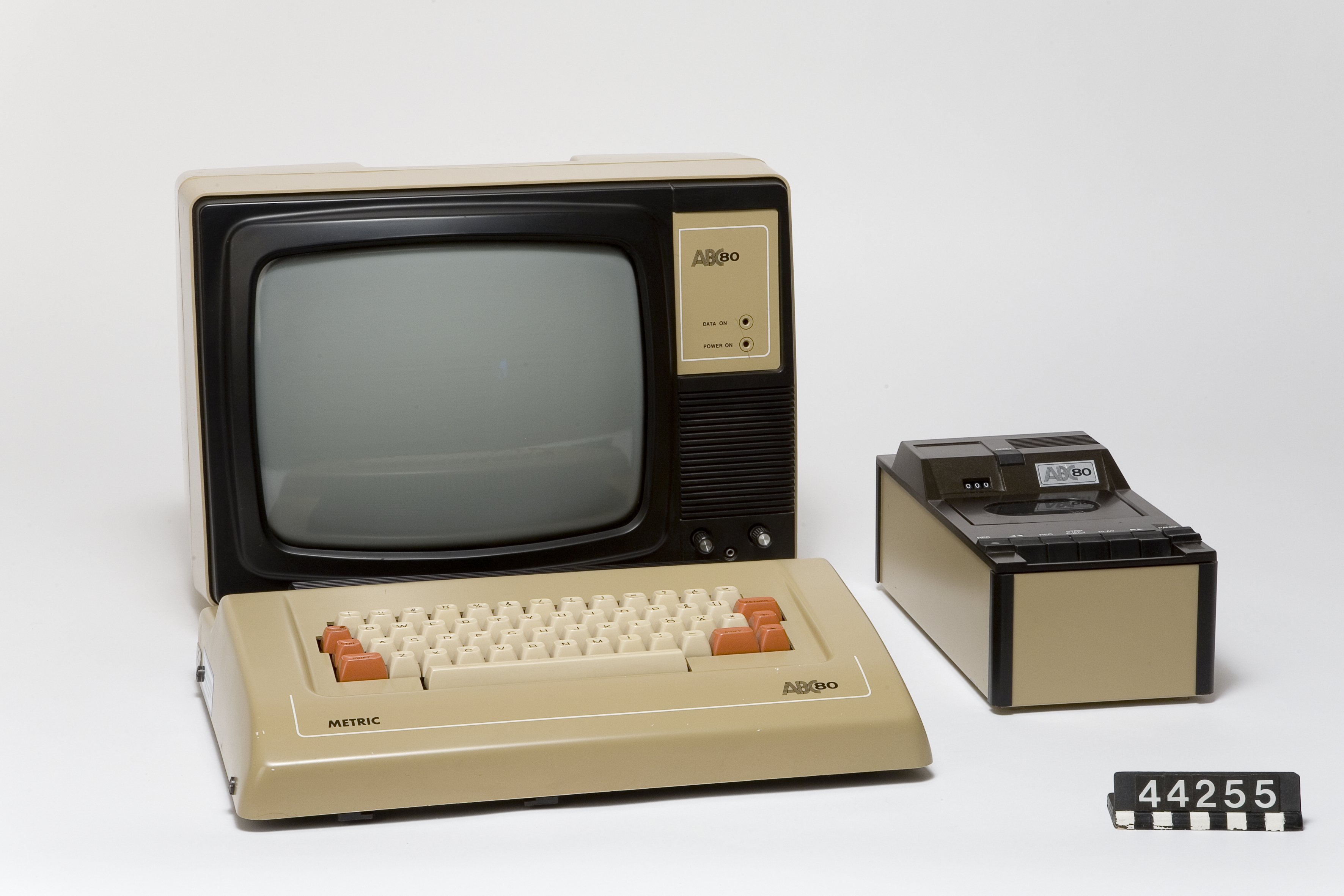
Luxor ABC 80

Företagets mest kända persondator hette ABC 80 och utvecklades i samarbete med Scandia Metric och Luxor på initiativ av Karl-Johan Börjesson och Lars Karlsson, men produkten kom främst att associeras med Luxor. ABC stod för Advanced Basic Computer och ABC 80 introducerades 1978 i konkurrens med Commodore PET och Apple II. År 1979 var ABC 80 Sveriges mest sålda persondator med uppskattningsvis 70-80% av marknaden.
Scandia Metric började år 1979 exportera ABC 80 till det tyska företaget Techno-Term som utvecklat ett kortsystem med teknik som konkurrerade med DataBoard 4680, vilket ledde till att samarbetet mellan Scandia Metric och Dataindustrier sprack, och de följande produkterna i ABC-serien skedde därför i samarbete mellan Luxor och Dataindustrier.
Förutom elektroniken utvecklade Dataindustrier även operativsystemet ABC-DOS kombinerat med en interaktiv BASIC-tolk som var inbyggt i ABC 80.

### ABC 800
Redan från början stod det klart att ABC 80 behövde utvecklas till en förbättrad modell för kontorsbruk, under arbetsnamnet X2. Utvecklingen av X2 släpade efter och Dataindustrier hade redan 1979 introducerat ännu en efterföljare kallad X3. X2 kom att bli ABC 800. ABC 800 utvecklades i samarbete med Luxor.
ABC 800 introducerades i april 1981 vid en pressvisning på Hotell Sheraton i Stockholm, med högre prestanda för kontorsändamål, 80-kolumners skärm, och färggrafik. Samma dator såldes även som OEM-produkt av Facit under namnet Facit DTC. De förbättrade modellerna ABC 802 och ABC 806 samt Facit DTC 2 släpptes 1982, och Facits produkter gick upp i Ericsson Information Systems.

## Monroe Systems
Under åren 1980–1982 etablerade Dataindustrier ett avtal med den amerikanska datortillverkaren Monroe Systems som var en division av Litton Industries. Kontakterna hade etablerats av Luxor då Monroe visat intresse för att tillverka ABC 80 i USA, men Monroe var mer intresserade av ett OEM-avtal direkt med Dataindustrier. Även denna dator var baserad på 4680-bussen och Zilog Z80, hade möjlighet att använda CP/M som operativsystem och hade stöd för PASCAL och BASIC, vilket var samma BASIC som i ABC 800
- EC-8800 var en stationär dator med extern 14-tums färgbildskärm med 25 rader à 40 tecken och 240x240 pixlars färggrafik[40]
- OC-8820 var en stationär dator med integrerad 9-tums monokrom bildskärm med 25 rader à 80 tecken, och 128 kB RAM

För Monroe-datorerna anpassades Dataindustriers operativsystem OS8 som ursprungligen utvecklades för att köra industriella tillämpningar i 4680-miljö, med realtidsegenskaper och multikörning, vilket också senare inspirerade till utveckling av realtidskärnan som kom att bli D-NIX.

## UNIX-datorerna
Dataindustrier är också den enda svenska konstruktören av Unix-system någonsin, med det egenutvecklade operativsystemet D-NIX och en egen kompilator.
Dataindustrier jobbade under 1980-talet med flera uppföljare till ABC 80 och ABC 800 med projektnamnen X3 och X35, men hade samtidigt siktet inställt på en egen 32-bitarsdator, DS90 som ursprungligen planerats att säljas via Dataindustriers ambitiösa försäljningsorganisation Datasweden. När satsningen på Datasweden misslyckades och lades ner 1984 återvände man till Luxor och DS90 såldes som OEM-produkt i form av ABC 9000.
År 1980 hade Försvarets rationaliseringsinstitut initierat Struktur 90 som ledde till en satsning på tidiga Unix-system och år 1983 initierade Statskontoret en större satsning på Unix i Sverige. Detta kallades för basdatorsatsningen vilket avsåg en dator med kapacitet för 16–32 användare för "lokala och decentraliserade tillämpningar", och man specificerade uttryckligen att dessa basdatorer skulle använda Unix System V som operativsystem och att de skulle ha ett skalprogram. Efter en utvärdering publicerad i januari 1985 upprättade Statskontoret i april år 1985 ett ramavtal (avropsavtal) för leverantörer och Unix-system där Luxor ABC 9000 ingick.
När Nokia år 1985 köpte Luxor datorer stod det snart klart att Nokia inte trodde på Unix-system som en framtidsmarknad för persondatorer. År 1986 lade Nokia ner Luxor Datorer och satsningen på ABC 1600 och ABC 9000, och introducerade istället ABC 1200 vilket var en IBM PC AT med Intel 80286 CPU och MS DOS och Microsoft Windows utvecklad i Finland. Denna skulle främst ersätta ABC 800-serien och arbetsstations- och fleranvändarsatsningen lades ned. Luxor hade sålt c:a 250 ABC 1600 och c:a 250 ABC 9000 och Dataindustrier köpte tillbaka de c:a 50 ABC 9000 som fanns i lager hos Luxor.
Intresset för Unix kvarstod inom statsförvaltningen, och Dataindustrier övertog Luxors leveranser till staten, och då Statskontoret gjorde ännu en upphandling av basdatorsystem till försvaret år 1987 rankades DIAB:s DS90 högst tillsammans med Norsk Data och Datorisering AB vilket ledde till att ett stort antal DS90 Unix-system installerades i det svenska försvaret. Statskontoret gjorde ännu en utvärdering år 1990 och då blev DIAB åter valda som leverantör (med datorn DS90-30) tillsammans med Bull, Datorisering AB, Hewlett-Packard och NCR. I utvärderingen skriver man även retrospektivt att "särskilt bra erfarenheter har myndigheterna av DIAB".

### ABC 1600

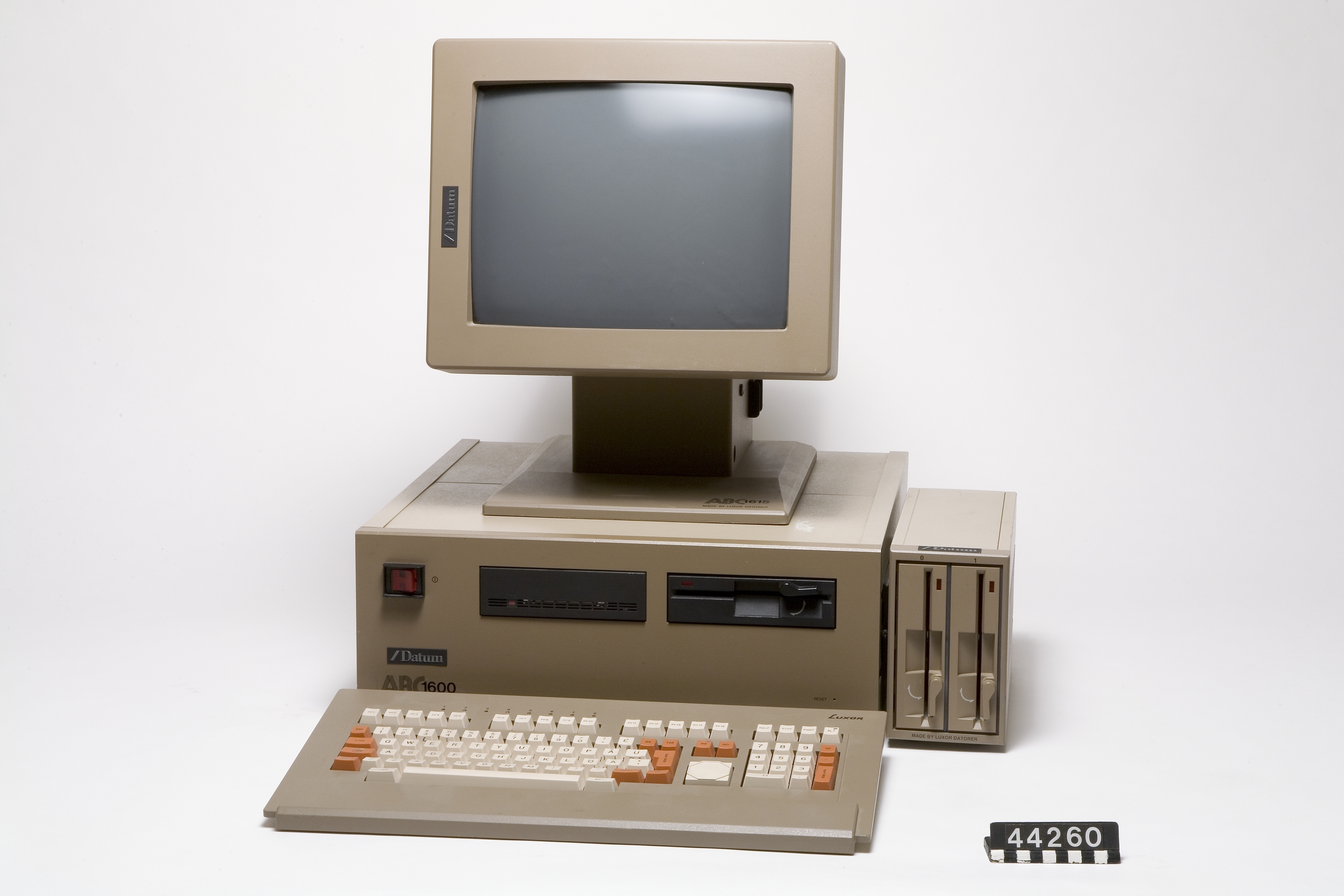
ABC 1600 ur Tekniska museets samlingar, till höger flexskiveenhet ABC834.

ABC 1600 var ett enanvändarsystem med Motorola 68008 som CPU som utvecklats i ett projekt med kodnamnet X35 lett av Lennart Wistedt på Luxor och hade ett liggande chassi. Detta var en arbetsstation eller "supermikro" med ett egenutvecklat fönstersystem ovanpå D-NIX.

### ABC 9000 och Serie 90

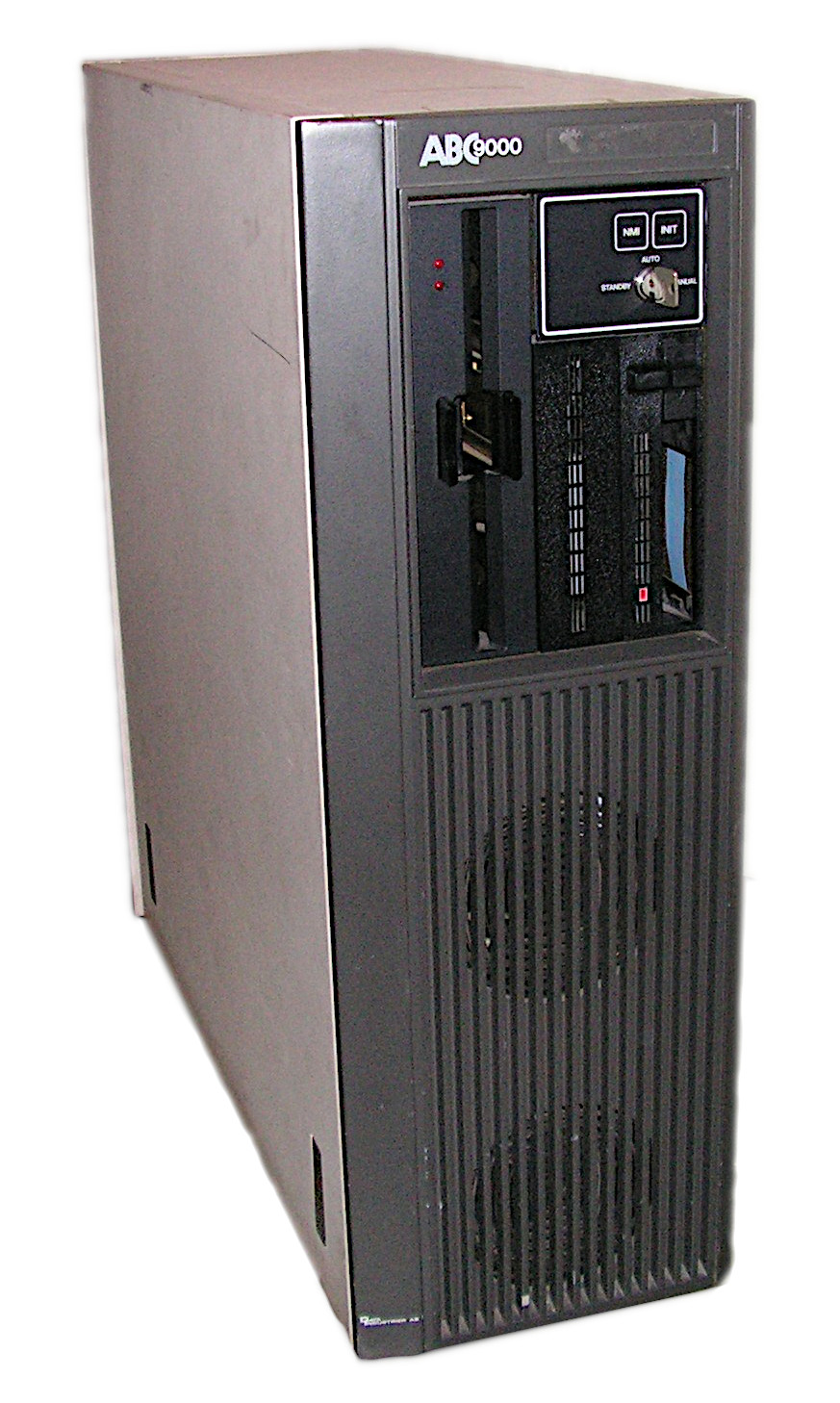
ABC 9000

DS90 introducerades för pressen av Dataindustrier i maj 1984, och man angav att dessa var fleranvändarsystem med Unix med bakåtkompatibelt stöd för ABC-DOS och skulle kosta runt 125 000 kr. DS90 blev början på vad som kom att kallas DIAB Serie 90. Serie 90 var ännu fullt kompatibel med DataBoard 4680 och detta användes som ett led i marknadsföringen.
Luxorprodukten ABC 9000 var i princip identisk med DS90 så när som på namnskylten på chassit men introducerades inte förrän på Malmömässan i september 1985 och då parallellt med ABC 1600.
Serie 90 vidareutvecklades sedan med stark koppling till Motorola 68000-processorer i olika varianter en bit in på 1990-talet och även efter att företaget köpts av Bull.